# Infantaria mecanizada

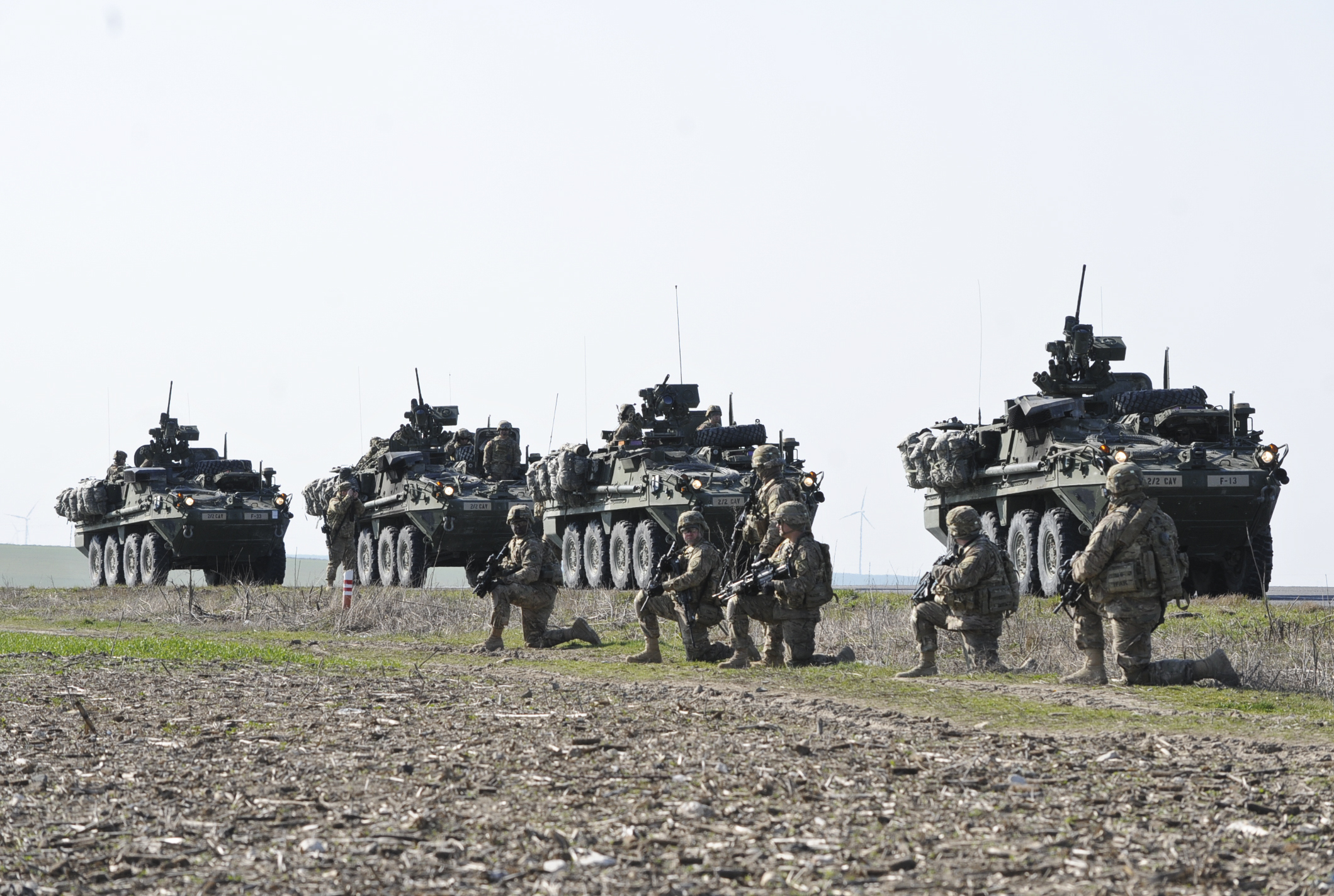
Militares americanos e veículos blindados Stryker.

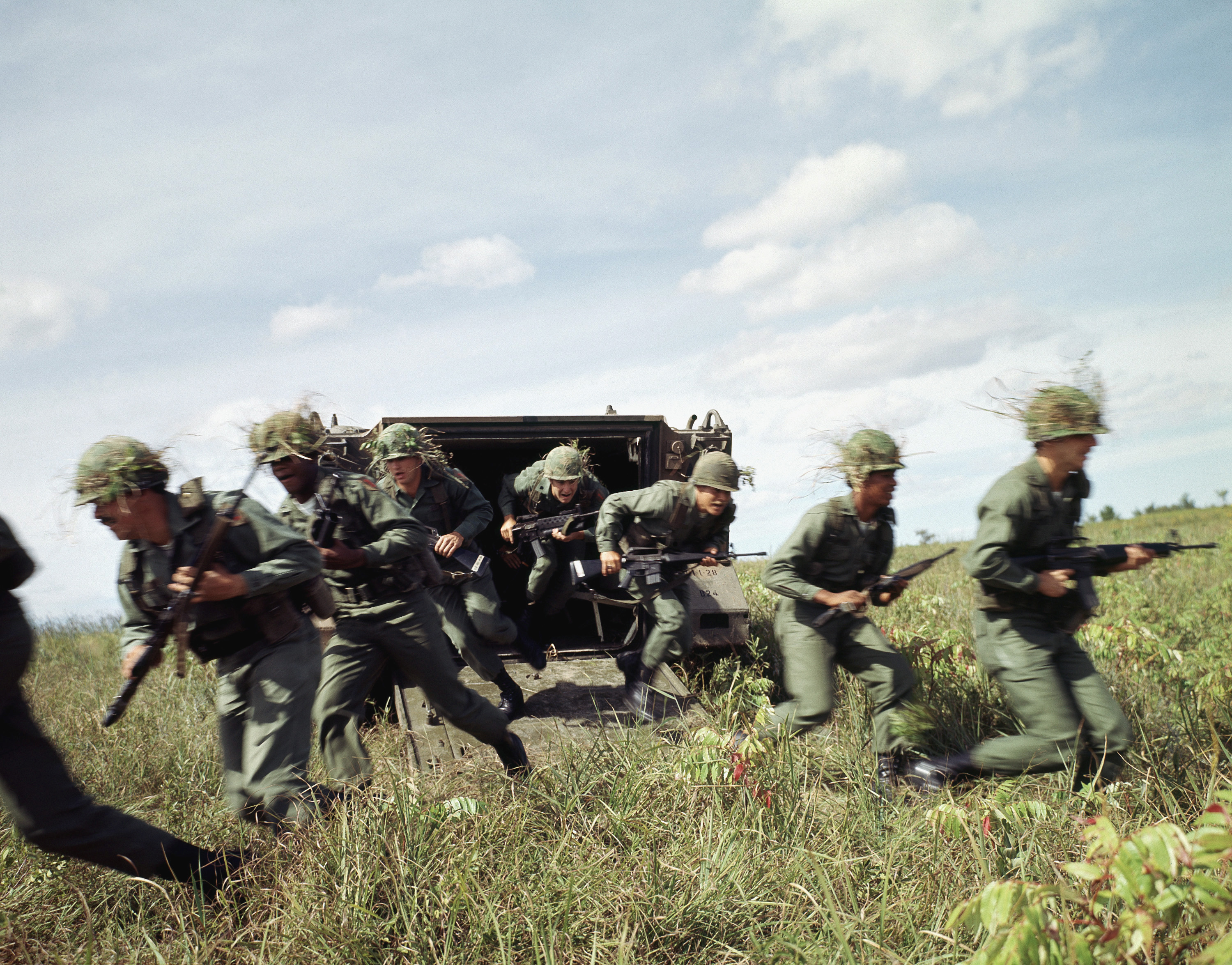
Soldados da infantaria mecanizada americana, durante um exercício de treinamento na década de 1980, saindo de um blindado M-113.

A infantaria mecanizada é um elemento da infantaria transportada e apoiada diretamente por veículos blindados de transporte de pessoal (APCs) ou veículos de combate de infantaria (VCIs), sendo esses militares levados diretamente para o combate nestes blindados.
A infantaria é treinada e equipada para lutar ao lado dos seus veículos blindados. Os soldados são levados rapidamente ao campo de batalha, diretamente onde mais necessário.
Surgida durante a primeira guerra mundial, a infantaria mecanizada se expandiu durante a segunda guerra mundial e hoje é uma peça essencial na guerra moderna.